# Марцваладзе, Отар Отарович
Ота́р Ота́рович Марцвала́дзе (груз. ოთარ ოთარის ძე მარცვალაძე; род. 14 июля 1984, Тбилиси) — грузинский футболист, нападающий.

## Клубная карьера

### Начало карьеры
Играл в футбол с раннего детства, после его заметил Резо Соткилава и предложил записаться в футбольную школу. Марцваладзе начал заниматься футболом в 9 лет, в 11 попал в школу тбилисского «Динамо». Занимался под руководством Тенгиза Сулаквелидзе. В 16 лет уехал в Израиль где выступал полгода за клуб «Хапоэль» из города Тель-Авив. Вместе с командой лишь тренировался, так как не смог завоевать место в основе из-за своего молодого возраста. Вместе с командой стал чемпионом Израиля. В начале карьеры агентом Отара был его брат.
Затем он перешёл в команду «ВИТ Джорджия», но сначала выступал за вторую команду. В сезоне 2001/02 он забил 25 мячей в 44 матчах за «ВИТ Джорджию-2». В 18 лет Отар Марцваладзе дебютировал в основе «ВИТ Джорджии», а подпускать его в основу начал тогдашний тренер Карнавале. В 19-летнем возрасте прошёл стажировку в клубе итальянской Серии В.
В декабре 2005 года принял участие в товарищеском матче за дубль киевского «Динамо», забил гол, после вернулся на родину.

### «Динамо» и «Закарпатье»
В январе 2006 года отправился на зимний сбор вместе с киевским «Динамо» в ОАЭ. На Кубке Первого канала в феврале 2006 года Марцваладзе сыграл 2 матча против «Спартака» и ЦСКА, а «Динамо» заняло 2-е место уступив лишь донецкому «Шахтёру». В начале марта 2006 года подписал пятилетний контракт с «Динамо», также вместе с ним подписал контракт другой грузин Каха Аладашвили. Его агент Реваз Челебадзе предлагал и другие варианты трудоустройства, но Отар выбрал именно «Динамо».
В Высшей лиге Украины дебютировал 18 марта 2006 года в матче против донецкого «Металлурга» (0:3), Марцваладзе вышел на 83 минуте вместо бразильца Диого Ринкона.
В июле 2006 года на сборах в Австрии Марцваладзе получил травму, повредив боковую связку бедра. Вскоре после восстановления Отар начал играть в дубле, но затем Марцваладзе опять получил травму. В итоге в основе «Динамо» в первой половине сезона 2006/07 он провёл всего 2 матча в Высшей лиге, 1 матч в Кубке Украины и 5 матчей в дубле в которых забил 3 гола. После восстановления травмы Отар снова играл в дубле. В итоге в этом сезоне дубль «Динамо» стал победителем молодёжного чемпионата, а Марцваладзе сыграл всего в 17 играх и забил 3 мяча.
В июне 2007 года был выставлен на трансфер руководством «Динамо», вместе с Аладашвили и Имедашвили. Летом 2007 года тренировался в киевском «Арсенале», мог перейти в команду Александра Заварова не только на правах аренды, также «Арсенал» мог выкупить контракт Марцваладзе. Будучи на просмотре в «Арсенале» Марцваладзе сыграл в 2 товарищеских матчах (против «Десны» и черкасского «Днепра»). В итоге Отар в «Арсенал» не перешёл.
Летом 2007 года перешёл на правах аренды в стан новичка Высшей лиги ужгородское «Закарпатье», также вместе с Отаром в «Закарпатье» перешли и другие игроки «Динамо» — Ксёнз и Аладашвили.
Зимой 2008 года побывал на просмотре в клубе «Харьков», где тренером был Владимир Бессонов. Вместе с командой побывал на сборах в Турции, на сборах Марцваладзе получил серьёзную травму мениска. Затем ему сделали операцию на колене, и он стал лечиться в Киеве. Восстановление длилось до окончание сезона. После Отар поехал в отпуск на родину в Грузию, где отдыхал и тренировался. За два дня до того, как нужно было возвращаться в Киев, он попал в автомобильную аварию вместе с братом. Вот что о аварии рассказал сам Марцваладзе.

Я ехал не очень быстро, но по скользкой дороге. Сначала машина ударилась о левый бордюр, а потом упала с моста на землю. Со мной в машине был брат, с ним, слава Богу, все в порядке. Восстановление заняло пять месяцев. У меня было сотрясение мозга, долгое время очень болела шея, и ещё много чего. Шею до сих пор не могу нормально поворачивать.
— 

### Дальнейшая карьера

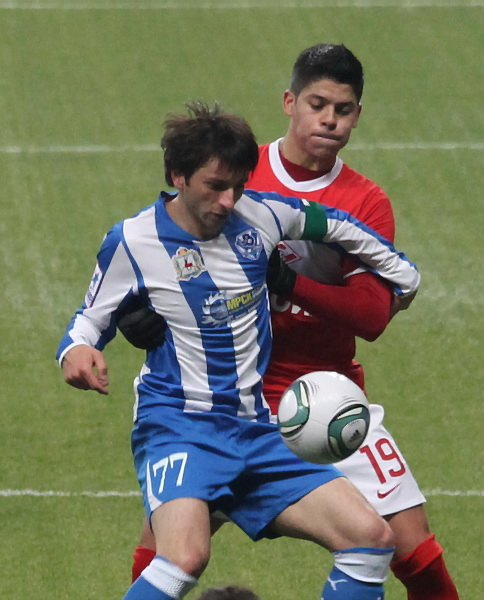
Марцваладзе в матче за «Волгу»

Марцваладзе поехал на зимние сборы в 2009 году вместе с махачкалинским «Анжи», вскоре клуб выкупил его контракт. Из-за проблем с визой он три месяца не мог играть за «Анжи». Вместе с братом он тренировался всё это время в Тбилиси. В июне 2009 года Отар наконец получил визу. К моменту приходу Марцваладзе в «Анжи», в команде было сразу несколько грузин — Барабадзе, Арзиани, Наваловский, Ходжава, Саджая, также в «Анжи» пришли Аладашвили, игравший вместе с Отаром в «Динамо» и «Закарпатье» и Сандро Иашвили из клуба «Сиони»
В Первом дивизионе России дебютировал в 17-м туре 24 июня 2009 года в домашнем матче против «СКА-Энергией» (3:1), на 38-й минуте он открыл счёт в матче, забив в ворота Максима Кабанова. В сезоне 2009 года Отар стал лучшим бомбардиром «Анжи», забив 13 мячей в 22 матчах и 5-м бомбардиром сезона. «Анжи» по итогам сезона смог стать победителем и выйти в Премьер-лигу.
В начале марта 2010 года Марцваладзе был отдан в аренду в нижегородскую «Волгу». Вот что по поводу ухода Марцваладзе сказал Омари Тетрадзе (к тому времени уже бывший тренер «Анжи»).

Марцваладзе ушёл сам! А знаете почему? Потому что ему просто надоела эта «российско-грузинская» ситуация. Очень давит на психику, когда вечно люди говорят, что, мол, грузины играют в составе из-за какой-то там протекции Тетрадзе. Ребята порой думали, что они просто лишние. Потому Марцваладзе и покинул клуб.— 
Вскоре в прессе появилась ложная информация что у Отара снова проблема с визой, но президент «Волги» Алексей Гойхман опроверг эти слухи. Официальный дебют в «Волге» состоялся 30 марта 2010 года во 2-м туре Первого дивизиона в домашнем матче против астраханского «Волгарь-Газпрома» (3:1), на 60-й минуте матча Сергей Виноградов отдал пас на Отара и он забил гол в ворота Ильи Гаврилова, на 71 минуте он отдал результативную передачу на Сергея Яшина, на 80-й минуте Марцваладзе ушёл с поля, вместо него вышел Олег Кожанов.
Летом 2011 года Отар Марцваладзе перешёл в «Краснодар» за € 2,3 млн. По словам бывшего руководителя селекционной службы «Краснодара» Станислава Лысенко, «его брали просто из соображений лимита. Нам обещали, что у него будет российский паспорт, и тогда он не считался бы легионером. Рискнули — и прогадали».
13 июля 2012 года «Краснодар» объявил о расторжении контракта с Марцваладзе.
Летом 2013 года стал игроком владикавказской «Алании».

## Карьера в сборной
Выступал за юношескую сборную Грузии, провёл 4 матча за молодёжную сборную Грузии.
Впервые в национальную сборную Грузии его вызвали когда он ещё играл за «ВИТ Джорджию». Он просидел на скамейке запасных весь товарищеский матч против Болгарии.
Несмотря на то, что он не был основным игроком «Динамо», Клаус Топпмёллер всё равно вызывал его в расположение сборной.
Из-за травмы не смог принять участие в товарищеской игре против Уругвая в ноябре 2006 года.
В сентябре 2009 года Марцваладзе чуть не стал в центре скандала, главный тренер сборной Эктор Купер вызвал его на матчи против Италии и Исландии. Но главный тренер «Анжи» Омари Тетрадзе не отпустил Марцваладзе в сборную.

## Достижения

### Командные
- Чемпион Грузии: 2003/04
- Победитель Первого дивизиона России: 2009
- Серебряный призёр Первого дивизиона России: 2010

### Личные
- Лучший бомбардир Первого дивизиона России: 2010 (21 мяч)

## Стиль игры
Выступал на позиции нападающего. Являлся быстрым, гибким и техничным футболистом. Его положительными качествами также были хороший удар и чтение игры. Йожеф Сабо сравнивал Марцваладзе с известным игроком тбилисского «Динамо» Владимиром Гуцаевым.

## Личная жизнь
Вместе со своим отцом попал в автокатастрофу, после чего отец погиб, а Отар отделался травмами. В 2004 году от болезни сердца погибла его мать, после этого Марцваладзе даже хотел завершить карьеру. У Марцваладзе два старших брата, один из них играл в чемпионате Грузии за кутаисское «Торпедо» в 1990-х.
Хорошо знает русский язык. Любимая команда — «Барселона».